# Oberwalluf

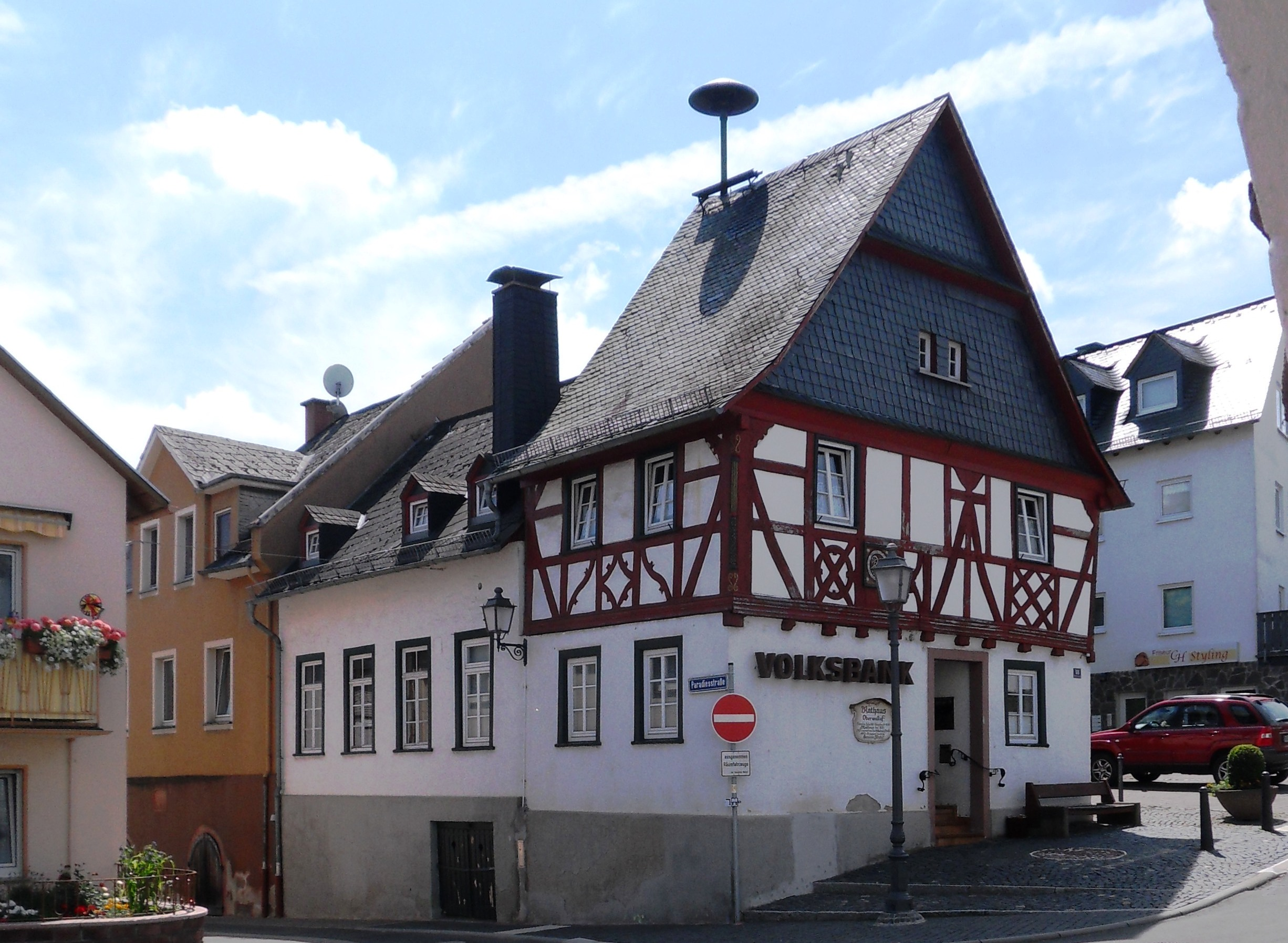
Altes Rathaus

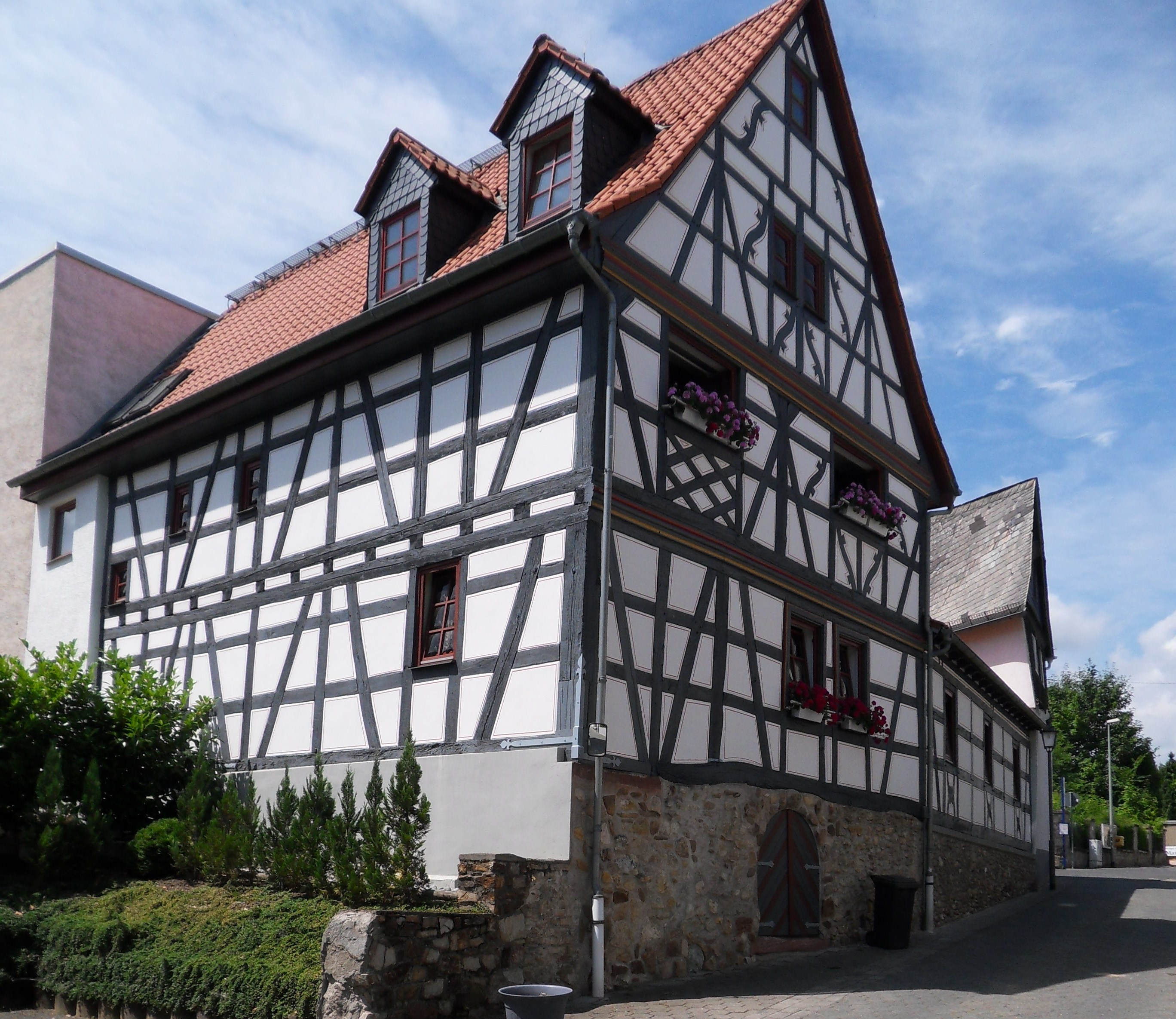
Fachwerkhaus in der Schulstraße

Oberwalluf ist Ortsteil der Gemeinde Walluf im südhessischen Rheingau-Taunus-Kreis.

## Geographische Lage
Oberwalluf liegt westlich der Walluf. Auch die Gemarkung von Oberwalluf liegt ausschließlich westlich des Bachs und zieht sich die Hänge der Großen Hub hinauf. Östlich des Bachs erstreckt sich die Niederwallufer Gemarkung.

## Geschichte

### Überblick
Bei der ältesten erhalten gebliebenen urkundlichen Erwähnung als Waltaffa aus dem Jahr 770 im Lorscher Codex ist nicht zu klären, ob Nieder- oder Oberwalluf gemeint ist. Von Waldaffo Superior ist seit dem Jahr 1211 die Rede. Oberwalluf war Teil des kurmainzischen Rheingaus und lag im Schutz der nahen Befestigungen des Rheingauer Gebücks. nach Auflösung des Kurstaates ging der Ort 1803 an Nassau-Usingen und gehörte zur Zeit des Herzogtums Nassau zum Amt Eltville, danach zum Rheingaukreis. 
Letzter Bürgermeister der Gemeinde Oberwalluf war seit 1964 Werner Kluth. Während seiner Amtszeit wurden in Oberwalluf die Neubaugebiete am Eilweg und im Gebiet Paradies-, Gartenfeld- und Liebaustraße erschlossen.
Im Zuge der Gebietsreform in Hessen fusionierten am 1. Oktober 1971 die beiden Gemeinden Niederwalluf und Oberwalluf zur neuen Gemeinde Walluf. Ortsbezirke nach der Hessischen Gemeindeordnung wurden nicht errichtet.

### Einwohnerentwicklung
| • 1525: | 30 Herdstellen            |
| • 1700: | 13 Bürger und 6 Beisassen |

| Oberwalluf: Einwohnerzahlen von 1820 bis 1970 | Oberwalluf: Einwohnerzahlen von 1820 bis 1970 | Oberwalluf: Einwohnerzahlen von 1820 bis 1970 | Oberwalluf: Einwohnerzahlen von 1820 bis 1970 | Oberwalluf: Einwohnerzahlen von 1820 bis 1970 |
| --- | --------------------------------------------- | --------------------------------------------- | --------------------------------------------- | --------------------------------------------- |
| Jahr |                                               |                                               |                                               | Einwohner                                     |
| 1820 | 1820                                          |                                               | 245                                           | 245                                           |
| 1834 | 1834                                          |                                               | 341                                           | 341                                           |
| 1840 | 1840                                          |                                               | 330                                           | 330                                           |
| 1846 | 1846                                          |                                               | 334                                           | 334                                           |
| 1852 | 1852                                          |                                               | 368                                           | 368                                           |
| 1858 | 1858                                          |                                               | 384                                           | 384                                           |
| 1864 | 1864                                          |                                               | 419                                           | 419                                           |
| 1871 | 1871                                          |                                               | 400                                           | 400                                           |
| 1875 | 1875                                          |                                               | 373                                           | 373                                           |
| 1885 | 1885                                          |                                               | 435                                           | 435                                           |
| 1895 | 1895                                          |                                               | 453                                           | 453                                           |
| 1905 | 1905                                          |                                               | 498                                           | 498                                           |
| 1910 | 1910                                          |                                               | 529                                           | 529                                           |
| 1925 | 1925                                          |                                               | 607                                           | 607                                           |
| 1939 | 1939                                          |                                               | 649                                           | 649                                           |
| 1946 | 1946                                          |                                               | 797                                           | 797                                           |
| 1950 | 1950                                          |                                               | 832                                           | 832                                           |
| 1956 | 1956                                          |                                               | 854                                           | 854                                           |
| 1961 | 1961                                          |                                               | 935                                           | 935                                           |
| 1967 | 1967                                          |                                               | 1.009                                         | 1.009                                         |
| 1970 | 1970                                          |                                               | 1.124                                         | 1.124                                         |
| Datenquelle: Historisches Gemeindeverzeichnis für Hessen: Die Bevölkerung der Gemeinden 1834 bis 1967. Wiesbaden: Hessisches Statistisches Landesamt, 1968. Weitere Quellen: LAGIS |                                               |                                               |                                               |                                               |

### Religionszugehörigkeit
| • 1885: | 25 evangelische (= 5,75 %), 410 katholische (= 94,25 %) Einwohner   |
| • 1961: | 135 evangelische (= 14,44 %), 789 katholische (= 84,39 %) Einwohner |

## Wappen
Am 27. Juni 1966 wurde der Gemeinde Oberwalluf im Rheingaukreis, Regierungsbezirk Wiesbaden, ein Wappen mit folgender Blasonierung verliehen: In Rot über silbernem Rad die silbernen Buchstaben OW.

## Sehenswürdigkeiten
- Katholische Pfarrkirche St. Martin

## Verkehr
Die einzige überörtliche Zufahrtsstraße, die Kreisstraße K 639, zweigt von der Bundesstraße 260 in südwestlicher Richtung nach Oberwalluf ab und führt von hier weiter über einen beschrankten Bahnübergang der rechten Rheinstrecke zur K 638, die nach Eltville am Rhein führt. Innerörtlich gibt es im Walluftal die Mühlstraße als Verbindungsstraße nach Niederwalluf.